# Municipal Borough of Tottenham

Tottenham in der früheren Grafschaft Middlesex

Der Municipal Borough of Tottenham war ein Bezirk im Ballungsraum der britischen Hauptstadt London. Er existierte von 1850 bis 1965 unter verschiedenen Bezeichnungen und lag im Nordosten der ehemaligen Grafschaft Middlesex.

## Geschichte
Tottenham war ursprünglich ein Civil parish in der Harde (hundred) Edmonton. 1850 wurde ein lokaler Gesundheitsrat (local board of health) mit Kompetenzen im Infrastrukturbereich geschaffen. Aus diesem entstand 1875 ein städtischer Gesundheitsdistrikt (urban sanitary district) mit erweiterten Befugnissen. Der bis dahin zu Tottenham gehörende Ortsteil Wood Green erhielt 1888 eine eigene Behörde und machte sich selbständig. 1894 rekonstituierte sich der Gesundheitsdistrikt als Urban District. Dieser wiederum erhielt 1934 den Status eines Municipal Borough.
Bei der Gründung der Verwaltungsregion Greater London im Jahr 1965 entstand aus der Fusion der Municipal Boroughs Hornsey, Tottenham und Wood Green der London Borough of Haringey.

## Statistik
Die Fläche betrug 3012 acres (12,19 km²). Die Volkszählungen ergaben folgende Einwohnerzahlen:
| Jahr      | 1901    | 1911    | 1921    | 1931    | 1951    | 1961    |
| Einwohner | 102.703 | 137.418 | 146.711 | 157.772 | 126.929 | 113.249 |